# William von Eggers Doering
William von Eggers Doering (* 22. Juni 1917 in Fort Worth, Texas; † 3. Januar 2011 in Waltham, Massachusetts) war ein US-amerikanischer Chemiker. Er war Professor für organische Chemie der Harvard University und Dekan der Chemie-Fakultät.

## Leben
Doering studierte an der Harvard University mit dem Bachelorabschluss 1938. 1943 promovierte er bei Sir Reginald Patrick Linstead in organischer Chemie. Danach war er Instructor und später Associate Professor an der Columbia University. 1941/42 arbeitete er für die militärische Forschung in Harvard und ab 1943 bei Polaroid. 1947 bis 1959 war er Forschungsleiter bei der Hickrill Chemical Research Foundation. Ab 1952 war er Professor an der Yale University und ab 1967 wieder in Harvard, wo er ab 1968 Mallinckrodt Professor war. 1986 emeritierte er und hatte eine Ehrenprofessur an der Fudan-Universität in Shanghai.
Doering publizierte zwischen 1939 und 2006 bedeutende Arbeiten über Chinin (formale Totalsynthese mit  Robert B. Woodward), Carbene (Dichlorcarben), nicht-benzoide Aromaten, Tropylium-Ionen und Cope-Umlagerungen. In der Laudatio für den Welch Preis wurden seine entscheidenden Beiträge zu grundlegenden Aspekten der physikalischen organischen Chemie gewürdigt und seine Pionierarbeit über Carbene. So benutzte er Carbene bei der Herstellung von Cyclopropanen und in der C-H Insertion. Auch der Name Carbene stammt von ihm Robert B. Woodward und Saul Winstein und entstand auf einer nächtlichen Taxifahrt in Chicago 1951. Nach ihm ist die Parikh-Doering-Oxidation benannt. Sein Spitzname „Bull“ findet sich als Namensbestandteil von Bullvalen.
Er war Mitglied der National Academy of Sciences und der American Academy of Arts and Sciences (1954).

## Auszeichnungen und Preise
- 1945: John Scott Medal (Philadelphia)
- 1953: American Chemical Society Award in Pure Chemistry
- 1962: A.W Hoffmann Medaille Gesellschaft Deutscher Chemiker
- 1966: American Chemical Society Award for Creative Work in Synthetic Organic Chemistry
- 1989: James Flack Norris Award in Physical Organic Chemistry of the American Chemical Society (ACS)
- 1990: Welch Award in Chemistry
- Ehrendoktorwürde der Universität Karlsruhe (1987) und der Texas Christian University
- Honorarprofessor der Fudan-Universität (Shanghai)

## Schriften (Auswahl)
- Robert B. Woodward, Wilhelm E. von Doering: Total Synthesis of Quinine, Journal of the American Chemical Society, Band 66, 1944, S.  849–849; doi:10.1021/ja01233a516, Band 67, 1945, S. 860
- W. v. E. Doering, L. H. Knox: Synthesis of tropolone, J. Am. Chem. Soc., Band 72, 1950, S. 2305–2306.
- W. v. E. Doering, L. H. Knox: Tropolone, J. Am. Chem. Soc., Band 73, 1951, S.  828–838.
- W. v. E. Doering, L. H. Knox: The cycloheptatrienylium (tropylium) ion, J. Am. Chem. Soc., Band 76, 1954, S. 3203–3206.
- W. v. E. Doering, H. Krauch: Das tropylium ion, Angew. Chem., Band 68, 1956, S. 661–667.
- W. v. E. Doering, A. K. Hoffmann: The addition of dichlorocarbene to olefins. J. Am. Chem. Soc., Band 76, 1954, S. 6162–6165.
- W. v. E. Doering, H. Prinzbach: Mechanism of reaction of methylene with carbonhydrogen bond. Evidence for direct insertion, Tetrahedron 1959, 6, S. 24–30.